# Nombre de Womersley
El nombre de Womersley (α o {\displaystyle {\text{Wo}}}) és un nombre adimensional utilitzat en la mecànica de biofluids i la dinàmica de biofluids. És una expressió adimensional que expresa la freqüència de flux pulsàtil en relació amb els efectes viscosos.
Es diu així en honor del matemàtic britànic John R. Womersley (1907-1958) pel seu treball amb flux sanguini en les artèries. El nombre de Womersley és important per mantenir la similitud dinàmica a l'hora d'escalar un experiment. Un exemple d'això és l'ampliació del sistema vascular per a l'estudi experimental. El nombre de Womersley també és important per determinar el gruix de la capa límit per veure si els efectes d'entrada es poden ignorar.

## Definició
El nombre de Womersley, generalment denotat {\displaystyle \alpha }, es defineix per la relació
{\displaystyle \alpha ^{2}={\frac {\text{força inercial transitòria}}{\text{força viscosa}}}={\frac {\rho \omega U}{\mu UL^{-2}}}={\frac {\omega L^{2}}{\mu \rho ^{-1}}}={\frac {\omega L^{2}}{\nu }}\,,}
on: 
- L = longitud característica, amb una escala de longitud apropiada (per exemple, el radi d'una canonada)
- ω = freqüència angular de les oscil·lacions del fluid
- ν = viscositat cinemàtica del fluid
- ρ = densitat del fluid
- μ = viscositat dinàmica del fluid

Normalment, el nombre de Womersley apareix escrit sense la potència:
{\displaystyle \alpha =L\left({\frac {\omega \rho }{\mu }}\right)^{\frac {1}{2}}\,.}
En el sistema cardiovascular, la freqüència de pulsació disminueix a mesura que la sang s'allunya de l'origen de la pulsació, del cor. No obstant això, el nombre de Womersley, com molts nombres característics, defineix un sistema per ordre de magnitud (OoM, order of magnitude). La freqüència de pulsacions manté un sol OoM a tot el cos (<1 s-1) i apareix dins de l'arrel quadrada de l'equació de Womersley, reduint encara més l'OoM. Per tant, el canvi de freqüència en el flux sanguini no afecta les característiques definides pel nombre de Womersley.
La longitud característica, o, en el cas del flux sanguini, el diàmetre del vas sanguini, és una característica definitòria d'un sistema i sovint el factor de conducció dels nombres característics. Atès que els diàmetres del vasos en el cos difereixen fins a tres OoM, el nombre de Womersley dependrà predominantment de diàmetre. Dit això, utilitzant valors estàndard per a la freqüència, viscositat i densitat, el nombre de Womersley de flux sanguini humà es pot estimar de la manera següent:
{\displaystyle \alpha =L\left({\frac {\omega \rho }{\mu }}\right)^{\frac {1}{2}}\,.}
A continuació es mostra una llista dels nombres de Womersley estimats en diferents vasos sanguinis humans:
| Vas       | Diàmetre (m) | {\displaystyle \alpha } |
| --------- | ------------ | ----------------------- |
| Aorta     | 0,025        | 13,83                   |
| Artèria   | 0,004        | 2,21                    |
| Arteriola | 3⋅10-5       | 0,0166                  |
| Capil·lar | 8⋅10-6       | 4,43⋅10-3               |
| Vènula    | 2⋅10-5       | 0,011                   |
| Vena      | 0,005        | 2,77                    |
| Vena cava | 0,03         | 16,6                    |

També es pot escriure en termes del nombre de Reynolds (Re) i del nombre de Strouhal (St):
{\displaystyle \alpha =\left(2\pi \,\mathrm {Re} \,\mathrm {St} \right)^{1/2}\,.}
El nombre Womersley sorgeix en la solució de les equacions lineals de Navier-Stokes per a un flux oscil·lador (presumible que és laminar i incompressible) en un tub. Expressa la relació de la força d'inèrcia transitòria o oscil·lant amb la força de cisallament: 
- quan {\displaystyle \alpha } és petit (1 o menys), significa que la freqüència de pulsacions és prou baixa, que el perfil de velocitat parabòlica té temps de desenvolupar-se durant cada cicle i el flux estarà gairebé en fase de degradació de la pressió, i es donarà una bona aproximació per la llei de Poiseuille, usant el gradient instantani de pressió.

- quan {\displaystyle \alpha } és gran (10 o més), significa que la freqüència de pulsacions és prou gran que el perfil de velocitat és relativament pla, i el flux mitjà retarda el gradient de pressió uns 90 graus.

Juntament amb el nombre de Reynolds, el nombre de Womersley regeix similaritat dinàmica.
El gruix de la capa límit {\displaystyle \delta }, que està associat amb l'acceleració transitòria, està inversament relacionat amb el nombre de Womersley. Això es pot veure reconeixent el nombre de Womersley com l'arrel quadrada del nombre de Stokes (Stk).
{\displaystyle \delta =\left(L/\alpha \right)=\left({\frac {L}{\sqrt {\mathrm {Stk} }}}\right),}
on L és la longitud característica.

## Mecànica de biofluids
En una xarxa de distribució de flux que avança des d'un tub gran fins a molts tubs petits (per exemple, una xarxa de vasos sanguinis), la freqüència, la densitat i la viscositat dinàmica (generalment) són iguals a tota la xarxa, però els radis del tub canvien. Per tant, el nombre de Womersley és gran en els vasos grans i petit ens els vasos petits. A mesura que el diàmetre del vas disminueix amb cada divisió, el nombre de Womersley aviat es torna bastant petit. Els nombres de Womersley tendeixen a 1 a nivell de les artèries terminals. A les arterioles, els capil·lars i les vènules, els números de Womersley són inferiors a 1. En aquestes regions, la força d'inèrcia es torna menys important i el flux està determinat per l'equilibri de les tensions viscoses i el gradient de pressió. Això es diu microcirculació.
Alguns valors típics del nombre de Womersley pel sistema cardiovascular d'un gos amb un ritme cardíac de 2 Hz són:
| Vas                        | {\displaystyle \alpha } |
| -------------------------- | ----------------------- |
| Aorta ascendent            | 13,2                    |
| Aorta descendent           | 11,5                    |
| Aorta abdominal            | 8                       |
| Artèria femoral            | 3,5                     |
| Artèria caròtida           | 4,4                     |
| Arterioles                 | 0,04                    |
| Capil·lars                 | 0,005                   |
| Vènules                    | 0,035                   |
| Vena cava inferior         | 8,8                     |
| Arteria pulmonar principal | 15                      |

S'ha argumentat que les lleis universals d'escalar fins als fenòmens biològics (relacions amb el valor de les lleis que descriuen el canvi en la quantitat, com ara la taxa metabòlica, la durada de la vida, la longitud, etc., al variar la massa corporal) són conseqüència de la necessitat de la minimització de l'energia, de la naturalesa fractal de les xarxes vasculars i de la intersecció del flux entre els alts i baixos nombres de Womersley a mesura que avancem des de vasos grans fins als petits.
S'ha argumentat que les lleis universals biològiques d'escalat (relacions de poder-llei que descriuen la variació de quantitats com la relació del metabolisme, la durada de la vida, la longitud, etc., amb la massa corporal) són conseqüència de la necessitat de minimitzar l'energia, la naturalesa fractal de les xarxes vasculars, i la variació dels nombres de Womersley a mesura que el flux avança dels vasos grans fins als petits.